# Helike (Kreta)
Helike (altgriechisch Ἑλίκη Helíkē) ist eine idäische Nymphe der griechischen Mythologie. 
Sie war zusammen mit Kynosura eine Amme des Zeus, als er vor seinem Vater im Ida-Gebirge auf Kreta versteckt wurde. Als Dank für ihre Tat wurde sie von Zeus als Sternbild Großer Bär am Himmel verewigt.